# Incandescència

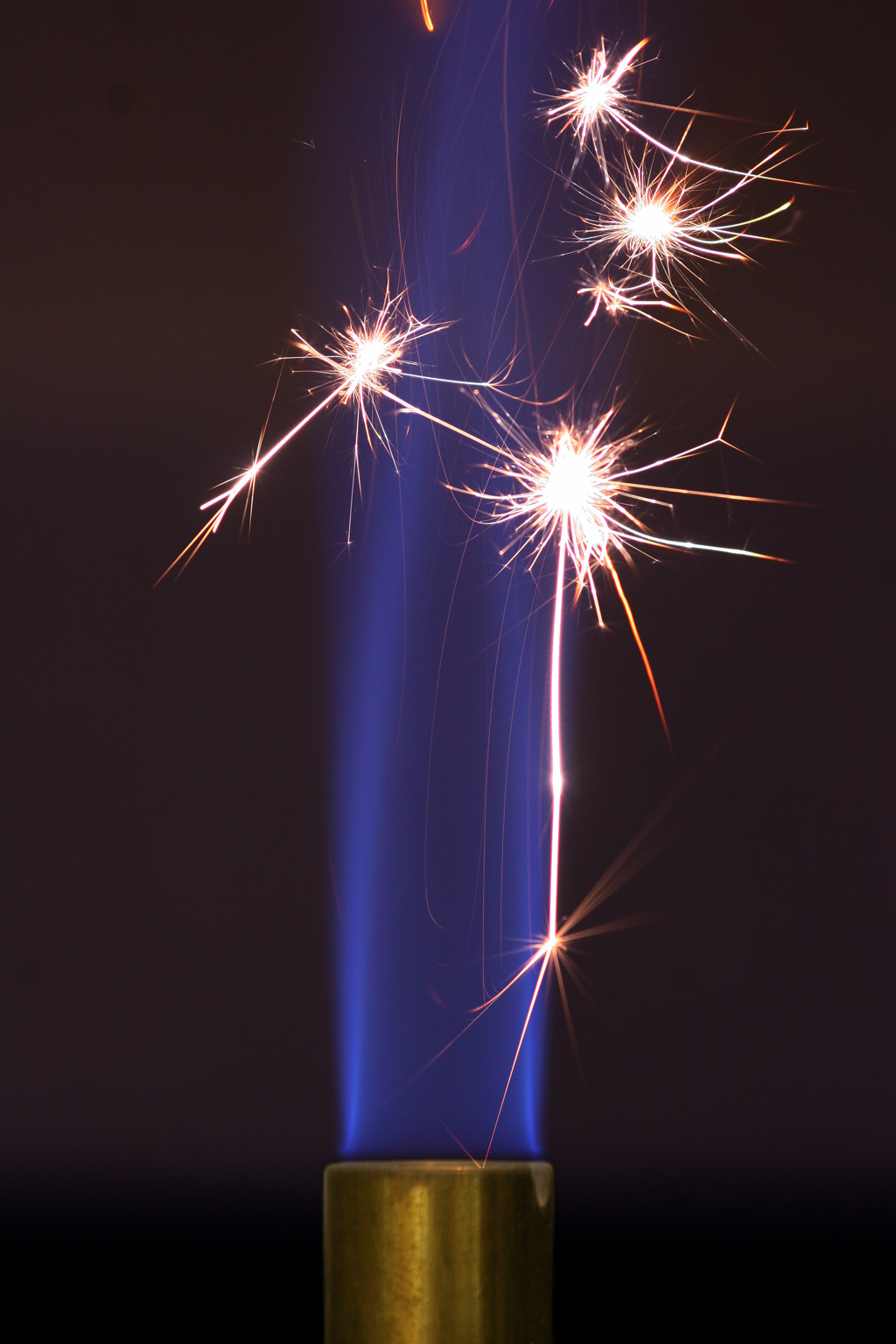
Espurnes en una flama d'un encenedor de Bunsen.

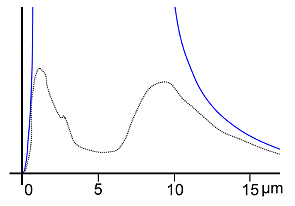
Radiació del cos negre comparada amb la del mantell de ceri-tori (CeO2/ThO2).

La incandescència és una emissió de llum per la calor. Tot cos exposat a una calor suficient emet radiació electromagnètica en l'espectre visible a partir d'una certa temperatura.
La candoluminiscència és l'arcaisme utilitzat per descriure la llum emesa per certs materials que s'han escalfat fins a quedar en estat incandescent i emeten llum de longitud d'ona més curta del que caldria esperar d'un radiador de cos negre.
La qualitat de la llum emesa depèn directament de la temperatura a la qual es trobi el cos, un cos lleugerament calent (al voltant de 1600 °C), emet llum vermella-taronja, mentre que un cos molt calent (al voltant de 5000 °C), emet llum molt blanca i fins i tot pot arribar al blanc-blau a temperatures extremes (de 8000-9000 °C).
El mot roent serveix per a descriure aquest estat en un metall en la forja. D'aquí també la lluentor (roentor) de la lava dels volcans (la roca fosa està tan calenta que emet llum).
Per mesurar l'estat d'incandescència d'un objecte o descriure la llum que emet, s'utilitza un model teòric anomenat cos negre.

## Exemples
El fenomen es va observar en alguns metalls de transició, terres rares i materials (ceràmics) d'òxid de metall com l'òxid de zinc, l'òxid de ceri, o el diòxid de tori, on part de la llum és originada per la incandescència-fluorescència del material. L'òxid de calci també gaudeix d'aquesta característica. La causa d'aquest efecte es pot explicar per l'excitació tèrmica directa dels ions metàl·lics del material.
La paraula candoluminiscència s'utilitza doncs d'una manera informal per descriure la luminescència de qualsevol material escalfat fins a la incandescència específicament per una flama. Els exemples més comuns de candoluminiscència els podem veure en la brillant malla d'òxid de ceri/tori (proporció de (1:99) d'un llum de querosè o d'una llum de gas i a la malla incandescent d'una limelight d'antic disseny.
L'òxid de calci va ser el primer en ser utilitzat, i a part d'usar-ho en l'enllumenat de gas, es va fent molt comú el seu ús per il·luminar els escenaris. Realitzem una aplicació pràctica d'alta potència amb una torxa oxhídrica, una llum que es va fer servir per il·luminar els escenaris durant dècades amb el nom de limelight (traduït literalment: llum de calci) o llum d'escenari.

## Resplendor
Es parla tradicionalment de resplendor:
- En el cas d'una combustió lenta, de carbó d'hulla, d'un cigarret;
- En el cas d'una bombeta de llum.